# 시마마키촌
시마마키촌(일본어: 島牧村)은 일본 홋카이도 시리베시 종합진흥국 관내 남부에 있는 촌이다.

## 지리
남쪽은 우치우라만과 접해 절벽이 많고 북쪽은 산림 지대를 이룬다.

### 기후
쾨펜의 기후 구분으로는 냉대 습윤 기후(Dfb)에 속한다. 연안의 기후는 온난하지만 겨울은 적설량이 꽤 많아 특별폭설지대로 지정되어 있다.

### 인접 자치체
- 시리베시 종합진흥국
  - 슷쓰군 슷쓰정, 구로마쓰나이정

- 히야마 진흥국
  - 구도군 세타나정
  - 세타나군 이마카네정

- 오시마 종합진흥국
  - 야마코시군 오샤만베정

## 역사
- 1906년 4월 1일 - 히가시시마마키촌과 니시마마키촌이 성립하였다.
- 1956년 9월 30일 - 두 촌을 합병해 시마마키촌이 신설되었다.

## 산업
예전에는 청어잡이로 번창했고 현재는 넙치·가자미, 연어, 낙지, 새우잡이 등이 활발하다.

## 교통

### 도로
- 국도 229호선